# SNCF Réseau
SNCF Réseau est le gestionnaire d'infrastructure ferroviaire français. Depuis le 1er janvier 2020, elle est l'une des cinq sociétés constituant la Société nationale des chemins de fer français (SNCF).
SNCF Réseau est créée le 1er janvier 2015 — à l'époque sous statut d'établissement public à caractère industriel et commercial — à la suite du regroupement des personnels de Réseau ferré de France (RFF), de SNCF Infra et de la Direction de la circulation ferroviaire (DCF). Elle est chargée de l'exploitation, de la maintenance, et de l'aménagement des infrastructures ferroviaires en France.

## Présentation
En tant que gestionnaire du réseau ferré national, SNCF Réseau commercialise l’accès au réseau, gère les circulations (voyageurs et fret) et assure la maintenance des infrastructures ainsi que leur développement.
En 2023, SNCF Réseau emploie environ 52 000 personnes, soit 20 % des effectifs du groupe SNCF.
SNCF Réseau dispose aussi d'une filiale, Terralpha, spécialisée dans la commercialisation du réseau à ultra haut débit aux opérateurs de télécommunication, ainsi qu'à des hébergeurs et autres entreprises. SNCF Réseau dispose en effet de 20 000 km de fibre optique qui longent ses voies ferrées.

## Historique
La directive relative au développement de chemins de fer communautaires, entrée en application en 1991, prévoyait une séparation comptable entre le gestionnaire de l'infrastructure (GI) et l'exploitant commercial des services voyageurs et fret.
L'EPIC Réseau ferré de France (RFF) est créé le 13 février 1997, par scission de la SNCF. RFF devient alors le propriétaire du réseau ferré national, la SNCF étant gestionnaire d'infrastructure délégué. Avec la création de RFF, l'État français souhaitait libérer la SNCF du poids de sa dette tout en maintenant l'ensemble des cheminots au sein de l'entreprise historique. RFF a été décrit comme une « structure de défaisance habilement conçue pour faire échapper la dette à la comptabilisation prise en compte pour évaluer les critères de Maastricht ».
Le choix de la France de mettre en place un système ferroviaire comprenant deux établissements publics allait au-delà de la seule séparation comptable prévue par la directive. Il a été sévèrement jugé par la Cour des comptes et certains rapports parlementaires.
L'entretien du réseau national est réalisé par l'activité infrastructure de la SNCF tandis que la Direction de la circulation ferroviaire (DCF) gère l'ensemble des circulations.
Le 30 octobre 2012, le ministre des Transports Frédéric Cuvillier annonce la réunification de RFF et de la SNCF au sein d'un groupe public ferroviaire unifié. La loi portant réforme du système ferroviaire est adoptée le 4 août 2014. Elle prévoit la création de trois établissements publics à caractère industriel et commercial : SNCF, SNCF Réseau et SNCF Mobilités. La nouvelle organisation de la SNCF entre en vigueur le 1er janvier 2015. RFF, SNCF Infra et la Direction de la circulation ferroviaire sont regroupés au sein de SNCF Réseau.
Jacques Rapoport, président de SNCF Réseau, quitte sa fonction le 19 février 2016 pour « raisons personnelles », affirmant que cette décision n’était pas liée à l’enquête sur la catastrophe ferroviaire de Brétigny-sur-Orge.
En mars 2016, SNCF Réseau annonce une dépréciation de 9,6 milliards d'euros. Fin 2015, la dette de SNCF Réseau était de 42,3 milliards d'euros.
Le 22 mars 2016, Jean-Pierre Farandou, directeur de SNCF Proximités de 2006 à 2012 puis président de Keolis, est envisagé pour remplacer Jacques Rapoport à la présidence de SNCF Réseau. Cependant, le 30 mars 2016, l'Autorité de régulation des activités ferroviaires et routières (Arafer) estime que « les responsabilités exercées et les liens professionnels étroits noués avec SNCF Mobilités tout au long de cette carrière sont de nature à susciter, vis-à-vis des tiers, un doute légitime sur l’indépendance de la personne concernée ».
Le 30 avril 2016, François Hollande propose la nomination de Patrick Jeantet, directeur de Paris Aéroport, à la tête de SNCF Réseau. Patrick Jeantet est officiellement nommé président de SNCF Réseau et président délégué du directoire de la SNCF le 25 mai 2016.
En septembre 2016, il est annoncé la création d'une nouvelle société, détenue par SNCF Réseau et le gestionnaire du réseau ferré espagnol ADIF, afin de reprendre les activités, le personnel et la dette (557,2 millions d'euros) de TP Ferro, le concessionnaire de la ligne de Perpignan à Figueras placé en redressement judiciaire en septembre 2015. La société Línea Figueras Perpignan, filiale de SNCF Réseau et ADIF, est créée le 21 octobre 2016. Elle reprend l'exploitation et la maintenance de la ligne dans la nuit du 20 au 21 décembre 2016.
Également en septembre 2016, le gouvernement de Manuel Valls indique qu'il renonce à reprendre, même partiellement, la « dette abyssale » de 44,1 milliards d'euros de SNCF Réseau pour la requalifier en dette d'État ce qui aurait un impact direct sur le déficit de l'État. Les seuls intérêts de la dette coûtent chaque année à l'entreprise entre 1,5 à 2 milliards d'euros de plus.
Le 6 octobre 2016, le gouvernement et SNCF Réseau annoncent une hausse des péages du fret ferroviaire de l'ordre de 4,6 % par an au-delà de l'inflation entre 2018 et 2027. Selon le secrétaire d’État aux Transports, Alain Vidalies, cette hausse est exigée par l'Union européenne. Le même jour, Alain Vidalies déclare que SNCF Réseau ne financera plus les projets de nouvelles lignes ferroviaires afin de stabiliser sa dette.
Le 20 décembre 2016, le conseil d'administration de SNCF Réseau approuve le premier contrat de performance pluriannuel entre l’État et l'établissement public. L’État a ainsi promis 46 milliards d'euros sur 10 ans pour la rénovation du réseau ferré national.
Le 5 janvier 2017, SNCF Réseau lance sa filiale spécialisée dans les drones : Altametris. L'équipe d'Altametris est composée de 20 personnes (ingénieurs, développeurs, télé-pilotes) et exploite une flotte de 12 drones.
En décembre 2017, à la suite d'une immense panne à la gare Montparnasse, Matthieu Chabanel rejoint la direction et devient le troisième directeur général délégué.
Le rapport dit « Spinetta » publié le 15 février 2018 préconise la création d'une filiale de SNCF Réseau spécialisée dans les lignes capillaires fret et les installations de service afin de renforcer les liens avec les chargeurs et transporteurs. Ce même rapport envisage également la fermeture de 9 000 kilomètres de lignes soit un tiers du réseau ferré national.
En décembre 2018, le rapport de la Cour des comptes consacré à SNCF Réseau souligne l'impossibilité pour l'établissement public d'atteindre l'équilibre financier dans les années à venir « par la seule capacité d'autofinancement », du fait des forts besoins d'investissements de renouvellement et dénonce des performances industrielles insuffisantes. La Cour des comptes estime que les hausses d'effectifs des dernières années ne sont pas justifiées et recommande au contraire à l'entreprise de les réduire dans son futur contrat avec l'État. Le contrat de performance 2017-2026 devant porter les investissements annuels de renouvellement à un plateau 3 milliards d’euros en 2020 aboutirait selon la Cour à une baisse de ceux-ci en euros constants dès 2020 pour revenir en 2022 un niveau inférieur à 2017 en euros constants et que malgré la reprise annoncée de 35 milliards par l’État, la dette se reconstituerait mécaniquement si l’État ne porte pas les capacités annuelles d'investissement à 3,5 milliards.
L'ordonnance no 2019-552 du 3 juin 2019 portant diverses dispositions relatives au groupe SNCF, dans son article 9, attribue la propriété du réseau ferré national à l'État,, tout en déclarant SNCF Réseau attributaire de ce réseau.
Le 1er janvier 2020, SNCF Réseau change de statut et devient une société anonyme à capitaux publics. Par ailleurs Gares & Connexions, faisant auparavant partie de SNCF Mobilités, lui est rattachée. C'est également à cette date que SNCF Réseau est chargée de la coordination opérationnelle de la gestion de crise. En cas de perturbation importante, des salles de crise territoriales voire la salle de crise nationale peuvent ouvrir pour coordonner tous les acteurs de la production ferroviaire : transporteurs, gestionnaires d'infrastructures, communication… Dans ces situations, SNCF Réseau prend la main et doit décider équitablement entre tous les acteurs, que ce soit entre les métiers internes ou entre les entreprises ferroviaires, publiques ou privées.
Le 17 décembre 2021, SNCF Réseau fait l'acquisition d'une participation majoritaire au capital de LEYFA Measurement SAS, PME spécialisée dans la conception et l'exploitation de systèmes de mesure du tracé et du positionnement des voies ferrées et qui emploie une cinquantaine de personnes.
Un contrat de performance est signé entre l’État et SNCF Réseau pour la période 2021-2030 en avril 2022.
En septembre 2022, l'État actionnaire décide de mettre fin au mandat du PDG de Luc Lallemand en raison de « divergences avec l’État et avec les élus ». Il doit être remplacé par son ancien adjoint, Matthieu Chabanel,.

## Organisation
Le premier président-directeur général, Luc Lallemand, prend ses fonctions le 1er mars 2020, après validation par l'Autorité de régulation des transports,. Autour du PDG, le comité exécutif de SNCF Réseau comprend deux directeurs généraux délégués et dix directeurs généraux adjoints et, outre la direction générale adjointe Île-de-France, trois responsables de zones de production géographiques.
L'équipe dirigeante est ainsi constituée (au 08 juin 2024) ,, :
- Président-directeur général : Matthieu Chabanel
- Directeur général délégué Stratégie & Économie : Alain Quinet
- Directeur général délégué Projets & Performance industrielle : Olivier Bancel
- Directeur général adjoint Industriel & Ingénierie : Frédéric Michaud
- Directrice générale adjointe Clients & Territoires : Isabelle Delon
- Directeur général adjoint Opérations & Production : Vincent Téton
- Directeur général adjoint Stratégie, Programmation & MOA : Michel Etchegaray
- Directeur général adjoint Exploitation système : Estelle Masclet
- Directeur général adjoint Île-de-France : Séverine Lepère
- Directeur général adjoint Sécurité : Damien Pallant
- Directeur général adjoint Ressource humaines : Misoo Yoon
- Directeur général adjoint Finances & Achats : Anne Bosche-Lenoir
- Directeur général adjoint Communication : Florence Dartiguepeyrou

Au niveau régional, SNCF Réseau compte 12 directions (Aquitaine - Poitou-Charente, Alsace - Lorraine - Champagne-Ardenne, Bourgogne - Franche-Comté, Bretagne - Pays-de-la-Loire, Centre - Limousin, Haute et Basse Normandie, Midi-Pyrénées, Languedoc-Roussillon, Nord-Pas-de-Calais - Picardie, Provence-Alpes-Côte-d'Azur, Rhône-Alpes - Auvergne et Île-de-France), 4 directions maintenance et travaux (Nord-Est - Normandie, Atlantique, Sud-Est et Île-de-France) et 21 établissements infrastructure circulation.

## Investissement
SNCF Réseau a investi 5,231 milliards d'euros, dont plus de 3 milliards pour l'entretien du réseau, en 2016. L'essentiel de ces investissements provient d'un recours à l'emprunt (environ 2 milliards chaque année), de subventions publiques et de fonds propres.
En 2022, ce sont 5,6 milliards d'euros qui sont investis dans le réseau, par le biais d’emprunt menés par SNCF Réseau, de fonds propres et de subventions publiques (plan de relance notamment).
Entre 2021 et 2030, le contrat de performance signé entre SNCF Réseau et l’État prévoit un investissement pour la régénération du réseau de 2,8 milliards d’euros, financé sous fonds propre (le montant des péages finance cet investissement).

## Clients
Outre la SNCF et ses filiales, plusieurs entreprises ferroviaires font circuler des trains sur le réseau ferré national. En 2022, les entreprises clientes de SNCF Réseau sont : Captrain France, CFR, CFL Cargo, Colas Rail, Combirail, Comsa, DB Cargo France, ETF, ETMF, Europorte, Eurostar, Ferrotract, Fret SNCF, Lineas, Lyria, NRS, Railcoop, RDT 13, Regiorail, Renfe, Sécurail, SNCF Voyageurs, Thalys, Trenitalia, Travaux du Sud-Ouest, Eiffage Rail.

## Activité de lobbying
SNCF Réseau est inscrit, depuis 2016, au registre de transparence des représentants d'intérêts auprès de la Commission européenne. Pour cette activité, l'établissement déclare 1 collaborateur à temps plein et des dépenses d'un montant compris entre 50 000 et 100 000 euros en 2015. SNCF Réseau indique avoir perçu sur le même exercice 250 millions d'euros de subventions de la part des institutions de l'Union européenne.